# Paracobitis
Paracobitis es un género de peces de la familia Balitoridae en el orden de los Cypriniformes.

## Especies
Las especies de este género son:
- Paracobitis atrakensis
- Paracobitis basharensis
- Paracobitis boutanensis (McClelland, 1842)
- Paracobitis ghazniensis (Bânârescu & Nalbant, 1966)
- Paracobitis hagiangensis Nguyen, 2005
- Paracobitis hircanica
- Paracobitis longicauda (Kessler, 1872)
- Paracobitis malapterura (Valenciennes, 1846)
- Paracobitis maolanensis Li, Ran & Chen, 2006
- Paracobitis molavii
- Paracobitis persa
- Paracobitis phongthoensis Nguyen, 2005
- Paracobitis posterodorsalus Li, Ran & Chen, 2006
- Paracobitis rhadinaeus (Regan, 1906)
- Paracobitis vignai Nalbant & Bianco, 1998
- Paracobitis zabgawraensis